# Ruth Barcan Marcus
Ruth Barcan-Marcus, nata Ruth Charlotte Barcan (pronuncia: [/ˈbɑːrkən ˈmɑːrkəs/]; New York, 2 agosto 1921 – New Haven, 19 febbraio 2012), è stata una filosofa e logica statunitense, nota per essere stata l'ideatrice della Formula di Barcan.

## Biografia
Ruth Barcan nacque a New York nel 1921 e si laureò alla New York University nel 1941, specializzandosi in matematica e filosofia. Ha poi frequentato la scuola di specializzazione a Yale, ottenendo il Master nel 1942 e il PhD nel 1946.
Insegnò alla Northwestern University dal 1950 al 1953 e, ancora, nel 1959. Ed in seguito divenne professore associato presso la neonata Roosevelt University, tra il 1956 e il 1963. Dal 1964 al 1970, fu professore di filosofia all'Università dell'Illinois a Chicago (originariamente in servizio come capo dipartimento), e nuovamente professoressa di filosofia alla Northwestern University dal 1970 al 1973, quando venne nominata Reuben Post Halleck Professor of Philosophy alla Yale University, fino al ritiro, come professore emerito, nel 1992. In seguito continuò ad insegnare, durante i semestri invernali, presso l'Università della California, Irvine, fino al 1997.
Tra gli altri incarichi professionali ricoperti durante la sua carriera, Marcus è stata presidente del consiglio di amministrazione dell'American Philosophical Association (1976–83) e presidente sia dell'Association for Symbolic Logic (1983–86), che dell'Institut International de philosophie (1989–92).

### Vita privata
Durante i suoi anni di studio a Yale, nel 1942, sposò il fisico Jules Alexander Marcus.

## Attività

### Logica modale quantificata
La formula di Barcan, venne introdotta come assioma in QML. Preferì sempre un'interpretazione in cui il dominio dell'interpretazione comprende le entità individuali nel mondo reale. Suggerì anche che per alcuni usi è giustificata una semantica sostitutiva alternativa.
Propose la visione nella filosofia del linguaggio secondo cui i nomi propri sono semplici "tag". Secondo la sua teoria dei nomi dei tag (una teoria del riferimento diretto), questi "tag" sono usati per riferirsi a un oggetto, che è il portatore del nome. Il significato del nome è considerato esaurito da questa funzione referenziale. Questo punto di vista contrasta, ad esempio, con la teoria della descrizione dei nomi propri di Bertrand Russell e con la teoria della descrizione a grappolo dei nomi di John Searle che prevaleva all'epoca. Questa visione dei nomi propri (presentata nel 1962 con Willard Van Orman Quine come commentatore) è stata identificata da Quentin Smith con la teoria del riferimento data in Naming and Necessity di Saul Kripke.

### Quantificazione sostitutiva
Un'alternativa alla semantica tarskiana (teoria del modelli) è proposta per alcuni usi in cui "le condizioni di verità per le formule quantificate sono date puramente in termini di verità senza fare appello ai domini dell'interpretazione". Questa è stata chiamata " semantica del valore di verità ". Marcus mostra che l'affermazione che una tale semantica porti a contraddizioni è falsa. Tale semantica può essere di interesse per la matematica o per il discorso di fantasia. La quantificazione oggettuale è necessaria per l'interpretazione dell'identità e di altre categorie metafisiche.

## Libri
- (EN) Ruth Barcan Marcus, Logic, Methodology and Philosophy of Science, 1986.
- (EN) Ruth Barcan Marcus, Modalities: Philosophical Essays, 1993.
- (EN) Ruth Barcan Marcus, A. Anderson e R. Martin, The Logical Enterprise, 1995.

## Premi e riconoscimenti
- Phi Beta Kappa (1941)
- Guggenheim Fellowship (1953)
- Membro della National Science Foundation (1963-1964)
- Membro del centro per gli studi avanzati Beckman, Università dell'Illinois (1968–1969)
- Rockefeller Foundation Residency (1973 e 1990)
- Membro dell'Academy of Arts and Sciences (1977)
- Membro del Centro di studi avanzati per le scienze comportamentali  (1979)
- Membro dell'Humanities Institute presso l'Università di Edimburgo (1983)
- Membro del Wolfson College presso l'Università di Oxford (1985-1986)
- Collège de France (1986)
- Membro permanente delle Common Room, Università di Cambridge (1986)
- Membro Clare Hall, Università di Cambridge (1988)
- Membro dell'Istituto Internazionale di Filosofia (presidente 1989–1992; presidente onorario 1992-2012)
- Mambro del National Humanities Center (1992–1993)
- Laurea honoris causa in Lettere, Università dell'Illinois a Chicago (1995)[5]
- Premio Wilbur Cross, Università Yale (2000)
- Premio Lauener per la Filosofia Analitica (2007–2008)
- Premio Quinn, American Philosophica